# 336 (numero)
Trecentotrentasei (336) è un numero naturale pari e viene prima del numero
337 (trecentotrentasette) e dopo il numero 335 (trecentotrentacinque).

## Proprietà matematiche
- È un numero pari.
- È un numero composto con 20 divisori: 1, 2, 3, 4, 6, 7, 8, 12, 14, 16, 21, 24, 28, 42, 48, 56, 84, 112, 168, 336. Poiché la somma dei suoi divisori (escluso il numero stesso) è 656 > 336, è un numero abbondante.
- È un numero di Harshad (in base 10), cioè è divisibile per la somma delle sue cifre.
- È un numero palindromo e un numero a cifra ripetuta nel sistema di numerazione posizionale a base 20 (GG), in quello a base 23 (EE) e in quello a base 27 (CC).
- È un numero pratico.
- È parte delle terne pitagoriche (45, 336, 339), (52, 336, 340), (98, 336, 350), (140, 336, 364), (198, 336, 390), (252, 336, 420), (320, 336, 464), (336, 377, 505), (336, 385, 511), (336, 448, 560), (336, 527, 625), (336, 540, 636), (336, 630, 714) , (336, 748, 820), (336, 850, 914), (336, 980, 1036), (336, 1152, 1200), (336, 1323, 1365), (336, 1550, 1586), (336, 1748, 1780) , (336, 2002, 2030), (336, 2340, 2364), (336, 3127, 3145), (336, 3520, 3536), (336, 4025, 4039), (336, 4698, 4710), (336, 7052, 7060), (336, 9405, 9411), (336, 14110, 14114), (336, 28223, 28225).
- È un numero intoccabile.
- È un numero congruente.

## Astronomia
- 336P/McNaught è una cometa periodica del sistema solare.
- 336 Lacadiera è un asteroide della fascia principale del sistema solare.

## Astronautica
- Cosmos 336 è un satellite artificiale russo.